# Dead Island: Riptide
Dead Island: Riptide ist ein im April 2013 erschienenes Open-World-Action-Survival-Horror-Spiel, welches von Techland entwickelt und über Deep Silver für Windows, Xbox 360 und PlayStation 3 veröffentlicht wurde. Das Spiel ist der Nachfolger des im September 2011 erschienenen Dead Island.
Nachdem bereits Dead Island in Deutschland indiziert wurde, erwartete der Publisher auch beim Nachfolger eine drohende Indizierung und verzichtete zunächst auf eine dortige Veröffentlichung. Auch die internationale Complete Edition war indiziert. Im Januar 2019 wurde sowohl der Vorgänger als auch Dead Island: Riptide für eine Veröffentlichung in Deutschland freigegeben.

## Handlung
Nachdem die Überlebenden die Insel Banoi verlassen haben, landen sie mit dem Hubschrauber auf einem Militärschiff. Dort werden sie vom Militär gefangen genommen. Kurz darauf wird das Schiff von einem Sturm heimgesucht. Plötzlich bricht das tödliche Virus auch auf dem Schiff aus – die Apokalypse startet von neuem. Später strandet das Schiff auf der Insel Palanai.

## Inhalt
Dead Island: Riptide ist der Nachfolger von Dead Island. Neben den vier schon bekannten Charakteren Sam B, Purna, Xian und Logan wurde die Charakterauswahl für den Nachfolger noch um den Nahkampfexperten John erweitert. Das Waffenarsenal wurde ebenfalls erweitert, so gibt es nun zum Beispiel Landminen. Neben Landfahrzeugen wie Autos kann man in Dead Island: Riptide auch auf Wasserfahrzeuge wie Boote zurückgreifen um größere Strecken zurückzulegen.

## Entwicklung
Anfangs hieß es von Seiten der Entwickler, dass ein Nachfolger mit dem Namen Dead World geplant sei, Techland sicherte sich daher die Rechte an diesem Namen. Doch schließlich wurde 2012 auf der Electronic Entertainment Expo bestätigt, dass der Nachfolger Dead Island: Riptide (engl. für „reißende Flut“) heißen werde.
Am 18. September 2012 veröffentlichten Deep Silver und Techland auf ihren Webseiten den ersten offiziellen Trailer zu Dead Island: Riptide, nachdem dort bereits im August 2012 ein Teaser und einige Ingame-Screenshots veröffentlicht wurden.
Das Spiel wurde am 26. April 2013 in der EU veröffentlicht. Am 3. Juni 2016 folgte eine Linux-Version.

## Marketing
Im Januar 2013 bewarb der Vertreiber Deep Silver die „Zombie Bait Edition“ des Spiels damit, dass sie eine Fiberglasstatuette des enthaupteten Torsos einer nur mit einem Bikini bekleideten Frau enthalten sollte. Dies rief vehemente Kritik seitens der Fachpresse und von Personen aus der Spieleindustrie hervor, darunter Rhianna Pratchett. Die Kritik beschrieb die Statuette als „abscheulich“, als nicht einmal für Soziopathen ansprechend und als Schulbeispiel einer extrem misogynistischen Fantasie. Trotz einer sofort publizierten Entschuldigung von Deep Silver wurde das Spiel samt Statuette im April 2013 in den Handel gebracht.

## Fortsetzung
Deep Silver deutete bereits einen möglichen Nachfolger an. So hätten 2013 noch weitere Informationen bekannt gegeben werden sollen. Im April 2014 startete die Closed-Beta-Version des Spiels Dead Island: Epidemic. Der Titel solle ein Free-to-play-Spiel werden. Auf der E3 2014 wurde Dead Island 2 angekündigt, das ursprünglich von Yager entwickelt wurde.